# 劉鉉 (明)
劉 鉉（りゅう げん、1394年 - 1458年）は、明代の学者・官僚。字は宗器、号は假庵。本貫は蘇州府長洲県。

## 生涯
1394年（洪武27年）8月20日、劉仲輿と陸氏のあいだの子として生まれた。生後1月も立たないうちに父を失った。成長すると、母の病を治療するために股の肉を割いて与えた。母が死去すると、劉鉉は悲しみのため痩せ衰え、孝行で知られた。1418年（永楽16年）、書を得意とすることから召し出されて翰林院に入った。1419年（永楽17年）、順天府の郷試に及第し、中書舎人に任じられた。1429年（宣徳4年）、『成祖実録』と『仁宗実録』の編纂事業に参加した。内廷に仕えたまま兵部車駕司主事に転じた。1438年（正統3年）、『宣宗実録』の編纂事業に参加し、翰林院侍講に進んだ。1449年（正統14年）5月、学士の曹鼐らの推薦により、翰林院修撰の王振とともに庶吉士への教習をおこなった。
9月、景泰帝が即位すると、劉鉉は侍講学士に進んだ。1450年（景泰元年）、経筵官を兼ねた。1452年（景泰3年）、高穀の推薦により、国子祭酒に転じた。ときに国の財源が不足しており、諸生を帰郷させ、帰郷を望まない者の給付金を停止していた。劉鉉は人材の養成が国家の急務であると訴えて、給付金を復活させた。1453年（景泰4年）2月、継母の陳氏が死去したため、劉鉉は辞職して帰郷した。1455年（景泰6年）10月、喪が明けて劉鉉が北京に赴くと、すでに陳詢が国子祭酒となっていた。景泰帝は劉鉉を重んじていたことから、陳詢とともに祭酒の任につかせた。1457年（天順元年）3月、劉鉉は少詹事に転じ、皇太子朱見深に近侍して講読をつとめた。1458年（天順2年）10月6日、在官のまま病没した。享年は65。成化帝（朱見深）が即位すると、礼部侍郎の位を追贈された。諡は文恭といった。著書に『詩集』6巻があった。